# Muspilli

Manuscrito del Muspilli, en latín, en el que se observan algunas glosas en alto alemán antiguo.

El Muspilli es una de las dos únicas piezas supervivientes de la poesía épica en antiguo alto alemán, junto con el Cantar de Hildebrando), que data de alrededor del 870. Uno de los fragmentos mayores del texto ha sobrevivido en los márgenes y páginas vacías de un códice marcado como propiedad de Luis el Germánico y actualmente se encuentra en la Biblioteca Estatal de Baviera (cim. 14098). El principio y el final del poema no se han conservado. Fue redescubierto en 1817 y su edición príncipe se imprimió en 1832 por Johann Andreas Schmeller, quien también lo tituló Muspilli, en referencia a una palabra central en el texto.
Algunas teorías indican que se trata de una versión cristianizada del Ragnarök, con figuras del siglo XIII cambiadas por otras cristianas.  Grau propone una conexión de todo el material del poema, excepto para dos versos del teólogo del siglo IV San Efrén de Siria.

## La etimología del título

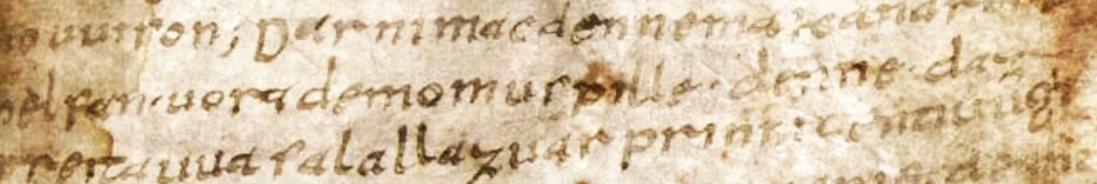
BSB Clm 14098, f. 121r - Muspilli página 5 - gift nimac daily mak andremo helfan uora demo muspille

La etimología y significado del término Muspilli (un hapax legomenon en antiguo altoalemán, a través de formas del vocablo de las que existen formas en el sajón antiguo y en el nórdico antiguo no queda clara, pero se cree que podría describir algún tipo de fin cataclísmico del mundo por el fuego (ekpirosis). El poema es un ejemplo de cristianismo germánico primitivo, combinado con elementos del paganismo germánico y conceptos bíblicos cristianos, en los que aparecen Elías, el Anticristo y el juicio final.